# Zgierz
Zgierz je mesto v osrčju Poljske v Loškem vojvodstvu. Leži ob reki Bzura. Po oceni z 31. decembra 2021 ima mesto 54.974 prebivalcev. Mestno območje obsega 42,33 km². Župan mesta je Przemysław Staniszewski.

## Pobratena mesta
- Kežmarok - Slovaška
- Glauchau - Nemčija
- Hódmezővásárhely - Madžarska
- Kupiškis - Litva
- Maniewicze - Ukrajina
- Orzysz - Poljska
- Supraśl - Poljska